# Okręty podwodne typu Astute
Okręty podwodne typu Astute – brytyjskie okręty podwodne o napędzie jądrowym przeznaczone do wykonywania szerokiego zakresu misji od zwalczania żeglugi po ataki na cele lądowe. Pierwsza jednostka tego typu, HMS „Astute”, rozpoczęła służbę w brytyjskiej marynarce wojennej w sierpniu 2010 roku.

## Projekt i budowa
Prace koncepcyjne nad okrętami podwodnymi nowej generacji rozpoczęły się w Wielkiej Brytanii w roku 1986. Kontrakt dotyczący przeprowadzenia prac koncepcyjno-projektowych został przydzielony w 1987 roku koncernowi VSEL. Nowe okręty określane jako SSN 20 początkowo miały zwalczać inne okręty podwodne, po zakończeniu zimnej wojny otrzymały dodatkowe zadania, w tym wspieranie operacji wojsk lądowych. Plan zakładał zbudowanie 7 okrętów typu Astute, które miałyby zastąpić 5 okrętów typu Swiftsure i dwa najstarsze typu Trafalgar.
W marcu 1997 roku brytyjskie ministerstwo obrony ogłosiło, że złożyło zamówienie na 3 okręty typu Astute warte 2 miliardy funtów. Okręty miały być budowane w stoczni Vickers (obecnie BAE Systems). Początkowo zakładano, że okręty będą budowane szybciej i taniej niż to miało miejsce w przypadku wcześniejszych konstrukcji, jednak ostatecznie ze względu na problemy podczas produkcji, termin oddania pierwszej jednostki do służby przesunięto o 4 lata. Koszt budowy prototypowego HMS „Astute” miał wynieść nieco poniżej jednego miliarda funtów. Problemy z używanym cyfrowym programem modelowania produkcji CADDS 5 spowodowały opóźnienia w budowie i wzrost kosztów pierwszej jednostki do 3,53 mld funtów.

## Dane taktyczno-techniczne

### Kadłub
Konstrukcja okrętu jest dwukadłubowa, gdzie kadłub sztywny (ciśnieniowy) ma średnicę 10,7 m. Kadłub wykonano ze stali o podwyższonej plastyczności NQ-1 i 100 HLES o grubości do 177,8 mm. Szacuje się że dzięki zastosowanym materiałom, okręt może zanurzyć się na bezpieczną głębokość ok. 600 metrów. Przy budowie okrętu priorytetem było jego jak największe wyciszenie, dlatego  wszystkie urządzenia siłowni umieszczono w specjalnych kontenerach zamocowanych na antywibracyjnych fundamentach. Dodatkowo udoskonalono system chłodzenia reaktora, gdzie zastosowano naturalną cyrkulację wody, a pompy włączane są jedynie przy poruszaniu się z dużą prędkością. 
Kadłub okrętu na zewnątrz pokryty jest powłoką anechoiczną trzeciej generacji wykonaną z płytek sztucznego kauczuku, służącą do pochłaniania i rozpraszania impulsów dźwiękowych sonarów aktywnych.
Średnica kadłuba jest większa niż na wcześniejszych okrętach podwodnych typu Trafalgar, dzięki czemu udało się zwiększyć zapas przewożonego uzbrojenia o 50 %. Dzięki większej ilości miejsca poprawie uległy także warunki bytowe załogi i np. każdy marynarz otrzymał swoją koję. Napęd powierzchni sterowych zamontowano poza kadłubem sztywnym, dzięki czemu zwiększono ogólną wytrzymałość kadłuba.

### Napęd
Głównym elementem systemu napędowego jest reaktor wodny, ciśnieniowy drugiej generacji PWR-2 wyprodukowany przez firmę Rolls-Royce. Paliwem jest wzbogacony tlenek uranu, lub jego mieszanka z tlenkiem plutonu. Żywotność rdzenia reaktora określono na 25 do 30 lat. Reaktor produkuje gorącą wodę pod dużym ciśnieniem, która kierowana jest do wytwornicy pary, gdzie oddaje ciepło wodzie pod niższym ciśnieniem, która zamienia się w parę suchą nasyconą. Para trafia następnie do zespołu dwóch turbin parowych GEC Alstom o łącznej mocy 30 000 kW (40 231 KM). Turbiny poprzez przekładnię redukcyjną napędzają jeden krótki wał zakończony pędnikiem wodnoodrzutowym (pump-jet).

## Okręty
| Okręt                | Stocznia              | Rozpoczęcie budowy   | Wodowanie           | Wejście do służby | Los okrętu |
| -------------------- | --------------------- | -------------------- | ------------------- | ----------------- | ---------- |
| HMS Astute (S119)    | BAE Systems Submarine | 21 stycznia 2001     | 8 czerwca 2007      | 27 sierpnia 2010  | w służbie  |
| HMS Ambush (S120)    | BAE Systems Submarine | 22 października 2003 | 6 stycznia 2011     | 1 marca 2013      | w służbie  |
| HMS Artful (S121)    | BAE Systems Submarine | 11 marca 2003        | 17 maja 2014        | 18 marca 2016     | w służbie  |
| HMS Audacious (S122) | BAE Systems Submarine | 24 marca 2009        | 28 kwietnia 2017    | 23 września 2021  | w służbie  |
| HMS Anson (S123)     | BAE Systems Submarine | 13 października 2011 | 20 kwietnia 2021    | 31 sierpnia 2022  | w służbie  |
| HMS Agamemnon (S124) | BAE Systems Submarine | 18 lipca 2013        | 3 października 2024 | planowane 2025    | w budowie  |
| HMS Agincourt (S125) | BAE Systems Submarine | 14 maja 2018         | -                   | planowane 2026    | w budowie  |